# Prisão de Kresty
O Centro de Isolamento Nº1 de São Petersburgo, em russo: Следственный изолятор № 1 УФСИН по г. Санкт-Петербургу, conhecido pelo apelido de Kresty, que em russo significa "crucifixos", é um cento de detenção na cidade de São Petersburgo, na Rússia.
O prédio da prisão consiste em duas construções perpendiculares, de onde vem o nome, unidas pela Catedral de Nevski. A penitenciária tem 960 celas e tinha, na data de sua fundação, capacidade para abrigar 1150 detentos.